# James Sivewright
Sir James Sivewright (Fochabers, 1848-1916) fue un empresario y político escocés y sudafricano, que estuvo activo durante la existencia de la Colonia del Cabo. 
Importante amigo y aliado político de Cecil Rhodes, fue Ministro de su gabinete, puesto en el cual se vio involucrado como uno de los principales actores del Escándalo de Corrupción "Logan", que condujo, junto con el escándalo por el apoyo a la Jameson Raid, a la caída del Gobierno dirigido por Rhodes.

## Primeros años
James Sivewright nació en Fochabers, al norte de Escocia. Estudió Derecho y se graduó de Abogado de la Universidad de Aberdeen, para después ingresar al Servicio Postal Británico. Allí se hizo conocido por haber sido coautor del libro Textbook in Telegraphy, el cual fue considerado como un libro de texto estándar sobre el tema por un tiempo considerable.

## Telegrafía en el Cabo
Emigró a la Colonia del Cabo en 1877 para trabajar como experto en Telegrafía. El Cabo recientemente había logrado algo de Independencia respecto al Reino Unido bajo el sistema de Gobierno Responsable, y su primer ministro, John Charles Molteno, planeaba una gran expansión de la infraestructura del país; en aras de lograr tal fin, Molteno importó a varios técnicos en telegrafía para desarrollar un moderno sistema de telecomunicaciones en el país, siendo Sivewright uno de los primeros en llegar. A partir de 1877, Sivewright se dedicó a ayudar a planificar y construir las redes de Telegrafía de la Colonia del Cabo, y luego, hasta 1881, también de las de la Colonia de Transvaal, la Colonia de Natal y el Estado Libre de Orange.

## Comienzos en política
En 1887, Sivewright se ingresó a la política después de unirse al partido político antiimperialista Afrikaner Bond en Ciudad del Cabo, y fue elegido representante del Bond en Griqualand East en 1888.
Posteriormente, se volvió inmensamente influyente como agente político del imperialista Cecil Rhodes, logrando influir en la política interna del Afrikaner Bond hacia Rhodes, y en el líder del Bond Jan "Onze" Hofmeyr. Como mano derecha de Rhodes, aseguró el apoyo del Bond para que Rhodes pudiera tomar el poder en 1890 y se convirtiera en Primer Ministro del Cabo.
A lo largo de su carrera, Sivewright mezcló constantemente negocios y política. En 1891, consiguió un acuerdo para los Ferrocarriles del Gobierno del Cabo, a los que se les otorgó un monopolio de 2 años sobre el tráfico hacia y desde los nuevos yacimientos auríferos de Transvaal. Como recompensa, Sivewright recibió el título de caballero.
También construyó vínculos cada vez más poderosos con los principales magnates de la minería del sur de África, como Barney Barnato. Los vínculos comerciales de Sivewright recibieron cada vez más críticas de los políticos de la oposición, quienes lo acusaron de corrupción masiva.

## El escándalo de corrupción Logan (1892-1893)

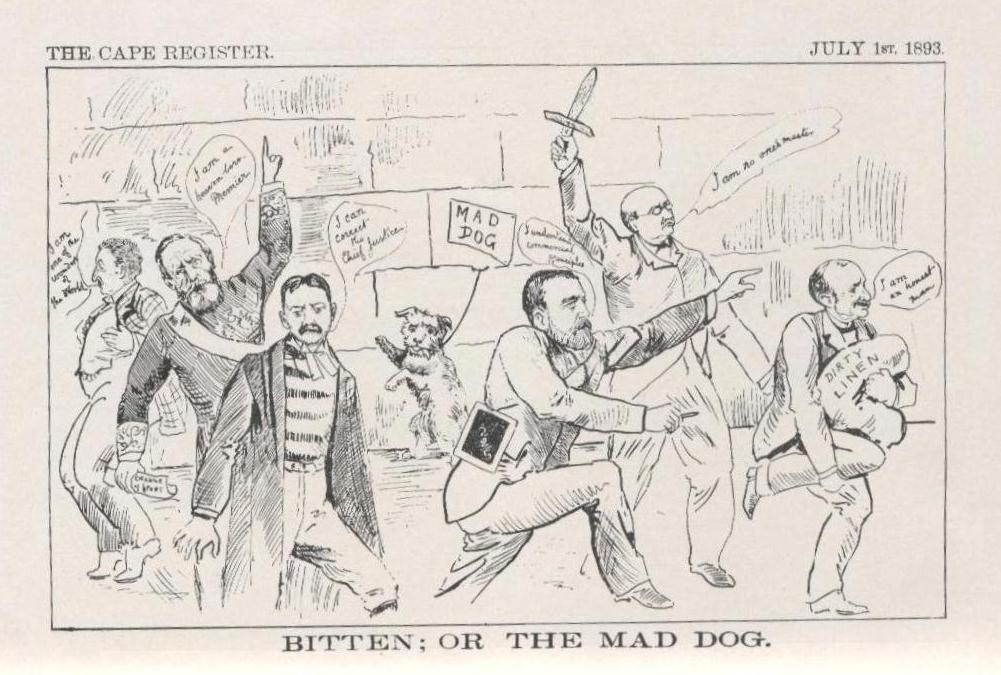
Una caricatura de 1893 sobre el escándalo de corrupción Logan. James Sivewright está representado en el extremo derecho, agarrando su ropa sucia y proclamando su honestidad.

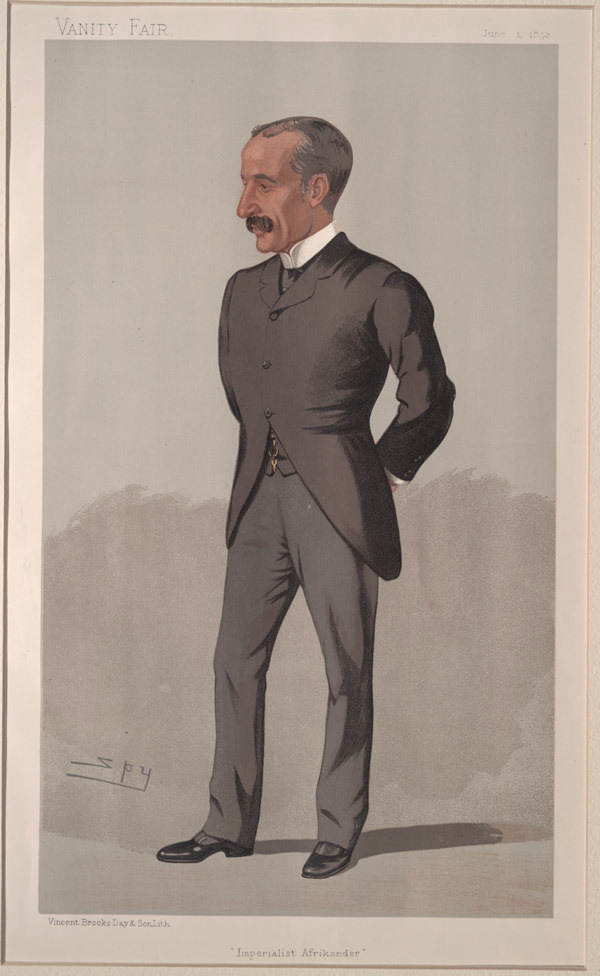
Dibujo de James Sivewright, Vanity Fair, 1893.

En 1892, consiguió un contrato con el gobierno para su amigo y socio James Logan, que implicaba un monopolio de 15 años sobre el mantenimiento del sistema ferroviario gestionado por el gobierno de la nación.
El acuerdo se descubrió de inmediato y una coalición conformada por los políticos liberales más poderosos del país, incluidos J. W. Sauer, John X. Merriman y James Rose-Innes, protestaron contra el acuerdo y lo atacaron ferozmente. Finalmente, el gobierno de Rodas se vio obligado a cancelar el trato, sin embargo, compensó a Logan con una gran suma de dinero. Como consecuencia de todo esto, los políticos liberales se negaron a ser parte de cualquier gobierno que incluyera a Sivewright; sin embargo, Sivewright todavía tenía el apoyo de Rhodes y tenía sus conexiones con el Afrikaner Bond, que eran esenciales para el mantenimiento del gobierno de Rhodes. El escándalo circundante y el enfrentamiento que causó llevaron a la caída del primer gobierno de Rhodes.
Sivewright luego pasó a actuar como un diplomático ferroviario discreto y no oficial.

## Partido progresista
Después de que la Jameson Raid dividiera la política del Cabo, y de que se revelara que había sido un complot de Cecil Rhodes, el Afrikaner Bond finalmente se separó de Rhodes, causando la caída de su segundo gobierno. Ante la situación, Sivewright se unió al "Partido Progresista" pro-imperialista de Rodesia. La medida dio sus frutos cuando el Partido Progresista ganó el poder allí, y el primer ministro progresista Gordon Sprigg nombró a Sivewright como Comisionado de Tierras y Obras Públicas de la Corona.
Ganó un escaño por el distrito de Stellenbosch en 1898, como miembro del Partido Progresista, pero pronto se descubrió que sus agentes habían estado sobornando a los votantes y, en consecuencia, fue destituido.

## Vida posterior
Sivewright luego viajó de regreso a Gran Bretaña pero, sin embargo, mantuvo fuertes vínculos políticos y comerciales con Sudáfrica. En 1899, organizó la Conferencia de Bloemfontein y tenía diversos intereses financieros en el sur de África que mantuvo por el resto de su vida.
Su reputación de corrupto nunca se desvaneció del todo, y la activista liberal Olive Schreiner cuenta que: "cuando tanto él (Rhodes) como Sivewright se acercaron para estrecharme la mano, di media vuelta y me fui a mi casa".